# Jan Puzyna de Kosielsko

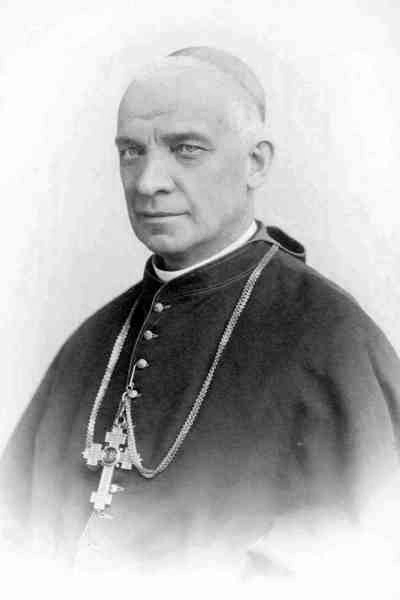
Jan Kardinal Puzyna de Kosielsko

Jan Maurycy Paweł Kardinal Puzyna de Kosielsko (* 13. September 1842 in Gwoździec, Galizien; † 8. September 1911 in Krakau) war Bischof von Krakau.

## Leben

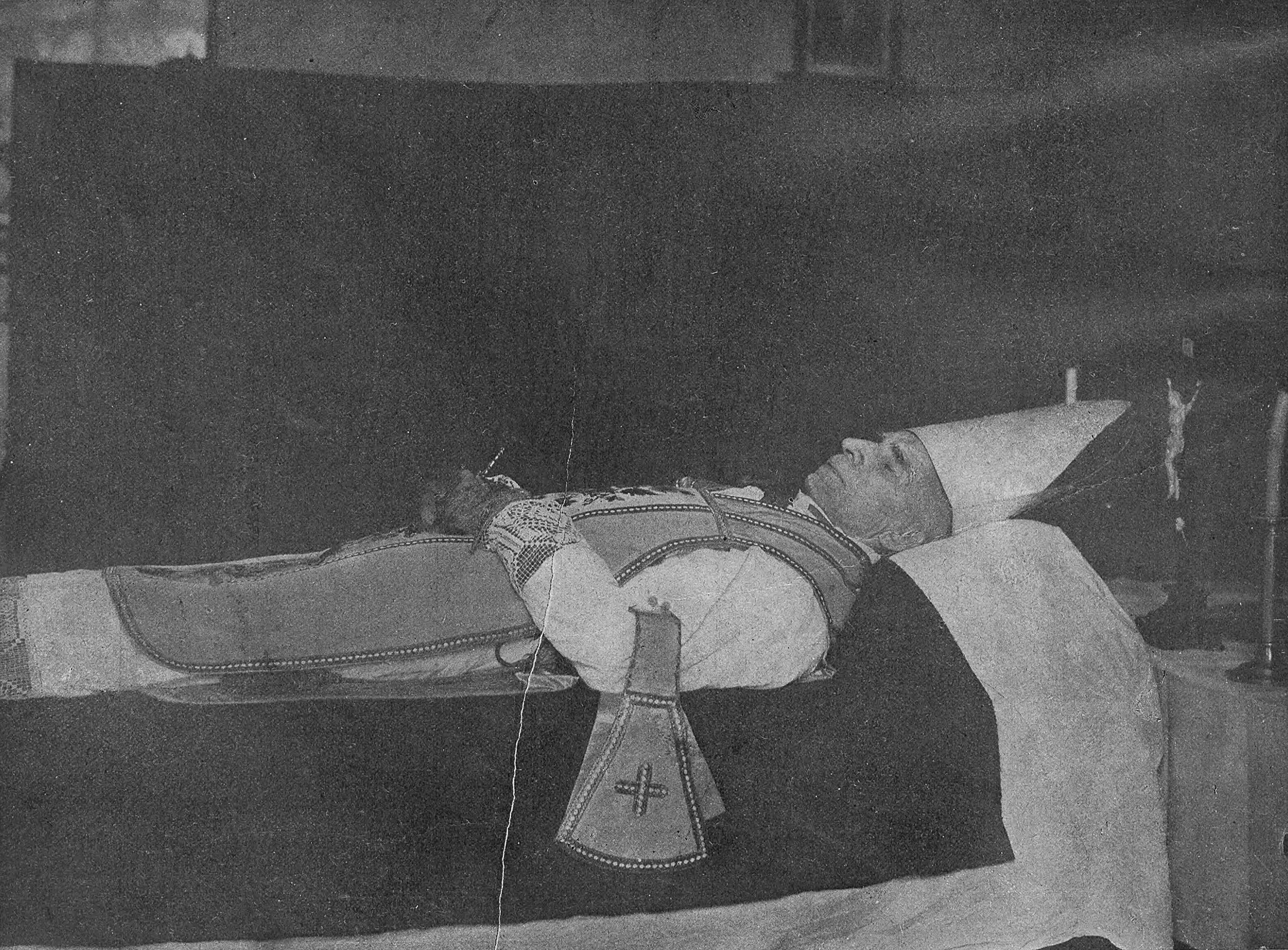
Kardinal Puzyna auf dem Katafalk (1911)

Puzyna empfing am 1. Dezember 1878 die Priesterweihe und wurde bereits acht Jahre später, am 26. Februar 1886, zum Titularbischof von Memphis und Weihbischof in Lemberg ernannt. Die Bischofsweihe empfing er am 25. März durch den Erzbischof von Gnesen, Mieczyslaw Halka Kardinal Ledóchowski; Mitkonsekratoren waren der emeritierte Erzbischof von Lemberg Josyf Sembratowicz sowie der Erzbischof von Prag und spätere Kardinal Franziskus von Paula Schönborn.
Am 22. Januar 1895 wurde er zum Bischof von Krakau ernannt und am 15. April 1901 als Kardinalpriester mit der Titelkirche Santi Vitale, Valeria, Gervasio e Protasio in das Kardinalskollegium aufgenommen.
Puzyna war der letzte, der in einem Konklave ein staatliches Vetorecht ausübte. Im Konklave 1903 legte er im Auftrag von Kaiser Franz Josef I. gegen die Wahl Kardinal Mariano Rampolla del Tindaros zum Papst Einspruch ein. Stattdessen wählte das Kardinalskollegium Giuseppe Sarto als Pius X. zum Papst, der das Vetorecht weltlicher Herrscher, die Exklusive, umgehend abschaffte.
Im Königreich Galizien und Lodomerien verfügte er als Krakauer Bischof über eine Virilstimme im Galizischen Landtag. Ab 1895 war Puzyna zudem Mitglied des österreichischen Herrenhauses.